# Circuito de Houtland
O Circuito de Houtland (em neerlandês: Omloop van het Houtland) é uma corrida de ciclismo de um dia belga disputada em Lichtervelde, na província dos Flandres ocidentais.
Criada em 1945, faz parte do UCI Europe Tour desde a criação destes circuitos em 2005, dentro da categoria 1.1.

## Palmarés
| Ano                       | Vencedor                          | Segundo                   | Terceiro                |
| ------------------------- | --------------------------------- | ------------------------- | ----------------------- |
| 1945                      | André Maelbrancke                 | Georges Desplenter        | Arthur Mommerency       |
| 1946                      | Roger De Corte                    | Richard Depoorter         | Lucien Mathys           |
| 1947                      | Adolf Verschueren                 | Michel Van Elsué          | Irené De Keyser         |
| 1948                      | Albert Anutchin                   | Omer Huwel                | Emmanuel Thoma          |
| 1949                      | André Pieters                     | Albert Ramon              | Jan Laroye              |
| 1950                      | André Maelbrancke                 | Valère Ollivier           | Albert Sercu            |
| 1951                      | André Maelbrancke                 | André Declerck            | Gentiel Vermeersch      |
| 1952                      | Valère Ollivier                   | Willem Labaere            | Henri Van Kerckhove     |
| 1953                      | Arthur Mommerency                 | André Pieters             | André Noyelle           |
| 1954                      | Lucien Victor                     | René Janssens             | Camilius Demunster      |
| 1955                      | Roger De Corte                    | Firmin Bral               | André Pieters           |
| 1956                      | Leon Vandaele                     | Firmin Bral               | Willy Truye             |
| 1957                      | Gilbert Desmet                    | Roger Verplaetse          | Rik Van Looy            |
| 1958                      | Gilbert Desmet                    | Roger De Corte            | Norbert Kerckhove       |
| 1959                      | Arthur Decabooter                 | Jan Zagers                | Johnny Deleye           |
| 1960                      | Michel Stolker                    | Arthur Decabooter         | Frans De Mulder         |
| 1961                      | Roland Aper                       | Marcel Ongenae            | André Assez             |
| 1962                      | Norbert Kerckhove                 | Laurent Christiaens       | Jef Planckaert          |
| 1963                      | Robert Vandecaveye                | Romain Van Wijnsberghe    | Emiel Lambrecht         |
| 1964                      | Arthur Decabooter                 | Georges Decraeye          | Antoon Declercq         |
| 1965                      | Gilbert Desmet                    | Jaak De Boever            | Georges Vandenberghe    |
| 1966                      | Walter Boucquet                   | Eddy Van Audenaerde       | Gilbert Desmet          |
| 1967                      | Jan Boonen                        | Rik Van Looy              | Daniel Van Ryckeghem    |
| 1968                      | Walter Boucquet                   | Tony Daelemans            | Willy Donie             |
| 1969                      | Noël Van Clooster                 | Freddy Decloedt           | Wim Dubois              |
| 1970                      | Roger De Vlaeminck                | Daniel Van Ryckeghem      | Willy Maes              |
| 1971                      | André Dierickx                    | Etienne Buysse            | Luc Van Goidsenhoven    |
| 1972                      | Patrick Sercu                     | Tony Gakens               | Jaak De Boever          |
| 1973                      | Marc Lievens                      | Pol Lannoo                | Gerry Catteeuw          |
| 1974                      | Willy Planckaert                  | José Vanackere            | Serge Vandaele          |
| 1975                      | Eddy Cael                         | André Dierickx            | Fernand Hermie          |
| 1976                      | Lieven Malfait                    | Eric Jacques              | José Vanackere          |
| 1977                      | Marc Demeyer                      | Eddy Vanhaerens           | Sean Kelly              |
| 1978                      | Herman Van Springel               | Eddy Cael                 | Alain De Roo            |
| 1979                      | Alain De Roo                      | Jos Schipper              | Eddy Cael               |
| 1980                      | Walter Planckaert                 | Yvan Lamote               | Ronny Vanmarcke         |
| 1981                      | Rudy Pevenage                     | Willy Scheers             | Werner Devos            |
| 1982                      | Michel Pollentier Eddy Vanhaerens |                           | Alain Desaever          |
| 1983                      | Ronny Vanmarcke                   | Werner Devos              | Eddy Vanhaerens         |
| 1984                      | Ludo Frijns                       | Jacques Hanegraaf         | Dirk Demol              |
| 1985                      | Yvan Lamote                       | Dirk Clarysse             | Sylvester Aarts         |
| 1986                      | Willem Wijnant                    | Dirk Demol                | Werner Devos            |
| 1987                      | Hendrik Redant                    | Paul Haghedooren          | Yvan Lamote             |
| 1988                      | Danny Janssens                    | Frank Hoste               | Gino De Backer          |
| 1989                      | Jan Bogaert                       | Pascal Elaut              | Johan Devos             |
| 1990                      | Johan Museeuw                     | Patrick Verschueren       | Patrick Hendrickx       |
| 1991                      | Didier Priem                      | Wiebren Veenstra          | Johan Devos             |
| 1992                      | Johan Devos                       | Ferdi Dierickx            | Jelle Nijdam            |
| 1993                      | Danny Daelman                     | Léon van Bon              | Bart Heirewegh          |
| 1994                      | Etienne De Wilde                  | Michel Cornelisse         | Werner Van Rompaey      |
| 1995                      | Jans Koerts                       | Jo Planckaert             | Michel Cornelisse       |
| 1996                      | Johan Capiot                      | Robbie Vandaele           | Roger Hammond           |
| 1997                      | Robbie Vandaele                   | John Talen                | Jurgen Vermeersch       |
| 1998                      | Etienne De Wilde                  | Brian Jensen              | Jean-Pierre Heynderickx |
| 1999                      | Etienne De Wilde                  | John Talen                | Hans De Meester         |
| 2000                      | Niko Eeckhout                     | Linas Balčiūnas           | Fabien De Waele         |
| 2001                      | Geert Omloop                      | Julien Smink              | Mark Walters            |
| 2002                      | Kevin Hulsmans                    | Christoph von Kleinsorgen | Tom Boonen              |
| 2003                      | Geert Omloop                      | Christoph Roodhooft       | Alain van Katwijk       |
| 2004                      | Bert De Waele                     | Denis Haueisen            | Jürgen Roelandts        |
| 2005                      | Kevin Van Impe                    | Marcel Sieberg            | Steven Caethoven        |
| 2006                      | Artur Gajek                       | Niko Eeckhout             | Danilo Hondo            |
| 2007                      | Steven de Jongh                   | Baden Cooke               | Niko Eeckhout           |
| 2008                      | Martin Pedersen                   | Michael Tronborg          | Roy Curvers             |
| 2009                      | Graeme Brown                      | Robert Wagner             | Niko Eeckhout           |
| 2010                      | Stefan van Dijk                   | Kenny van Hummel          | Adam Blythe             |
| 2011                      | Guillaume Van Keirsbulck          | Stefan van Dijk           | Mark McNally            |
| 2012                      | Marcel Kittel                     | Adam Blythe               | Timothy Dupont          |
| 2013                      | Marcel Kittel                     | Nacer Bouhanni            | Jens Debusschere        |
| 2014                      | Jelle Wallays                     | Daniel Schorn             | Coen Vermeltfoort       |
| 2015                      | Jens Debusschere                  | Timothy Dupont            | Coen Vermeltfoort       |
| 2016 edição não realizada |                                   |                           |                         |
| 2017                      | Tom Devriendt                     | Maarten Wynants           | Brian van Goethem       |
| 2018                      | Jonas Van Genechten               | Jasper De Buyst           | Timothy Dupont          |
| 2019                      | Max Walscheid                     | Dries De Bondt            | Taco van der Hoorn      |
| 2021                      | Taco van der Hoorn                | Danny van Poppel          | Gerben Thijssen         |
| 2022                      | Jasper Philipsen                  | Arnaud De Lie             | Dylan Groenewegen       |
| 2023                      | Gerben Thijssen                   | Dylan Groenewegen         | Cedric Beullens         |
| 2024                      | Max Walscheid                     | Dylan Groenewegen         | Pierre Barbier          |
| 2025                      |                                   |                           |                         |

Nota: A edição 2002, correspondeu à primeira etapa do Tour de Eurométropole